# Máel Ísu mac in Chléirig Chuirr
Máel Ísu mac em Chléirig Chuirr foi um bispo irlandês medieval. Ele foi bispo de Down de 1149 até à sua morte em 1175. Ele esteve presente no Concílio de Kells.